# Outlandish
Gli Outlandish sono un gruppo musicale hip-hop multi-etinico formatosi in Danimarca nel 1997. Esso è composto da tre membri: Isam Bachiri (nato in Danimarca, ma di origini marocchine) e Waqas Ali Qadri (nato anche lui in Danimarca, di origini pakistane) sono musulmani, mentre Lenny Martinez (nato in Honduras, ma di origini anche cubane) è cattolico. Attualmente la band vive a Brøndby Strand.
La musica degli Outlandish, composta da hip-hop/R&B/suol music, è influenzata dalla musica dei loro paesi di origine (marocchina/araba/berbera, pachistana/punjabi e latino americana). Essi compongono principalmente in inglese, inserendo parti in spagnolo, urdu/punjabi, danese e arabo, ed includono spesso temi religiosi nei loro testi.
La loro canzone più nota è una loro reinterpretazione della nota canzone di Khaled Aïcha.
Dopo uno scioglimento nel 2017, Waqas e Lenny hanno rifondato la band come duo.

## Discografia

### Album in studio
- 2000 – Outland's Official
- 2002 – Bread & Barrels of Water
- 2004 – Beats, Rhymes & Life
- 2005 – Closer than Veins
- 2009 – Sound of a Rebel
- 2012 – Warrior // Worrier